# Valerianella amarella
Valerianella amarella là một loài thực vật có hoa trong họ Kim ngân. Loài này được (Lindl. ex A. Gray) Krok miêu tả khoa học đầu tiên năm 1864.